# 雷南 (伯恩州)

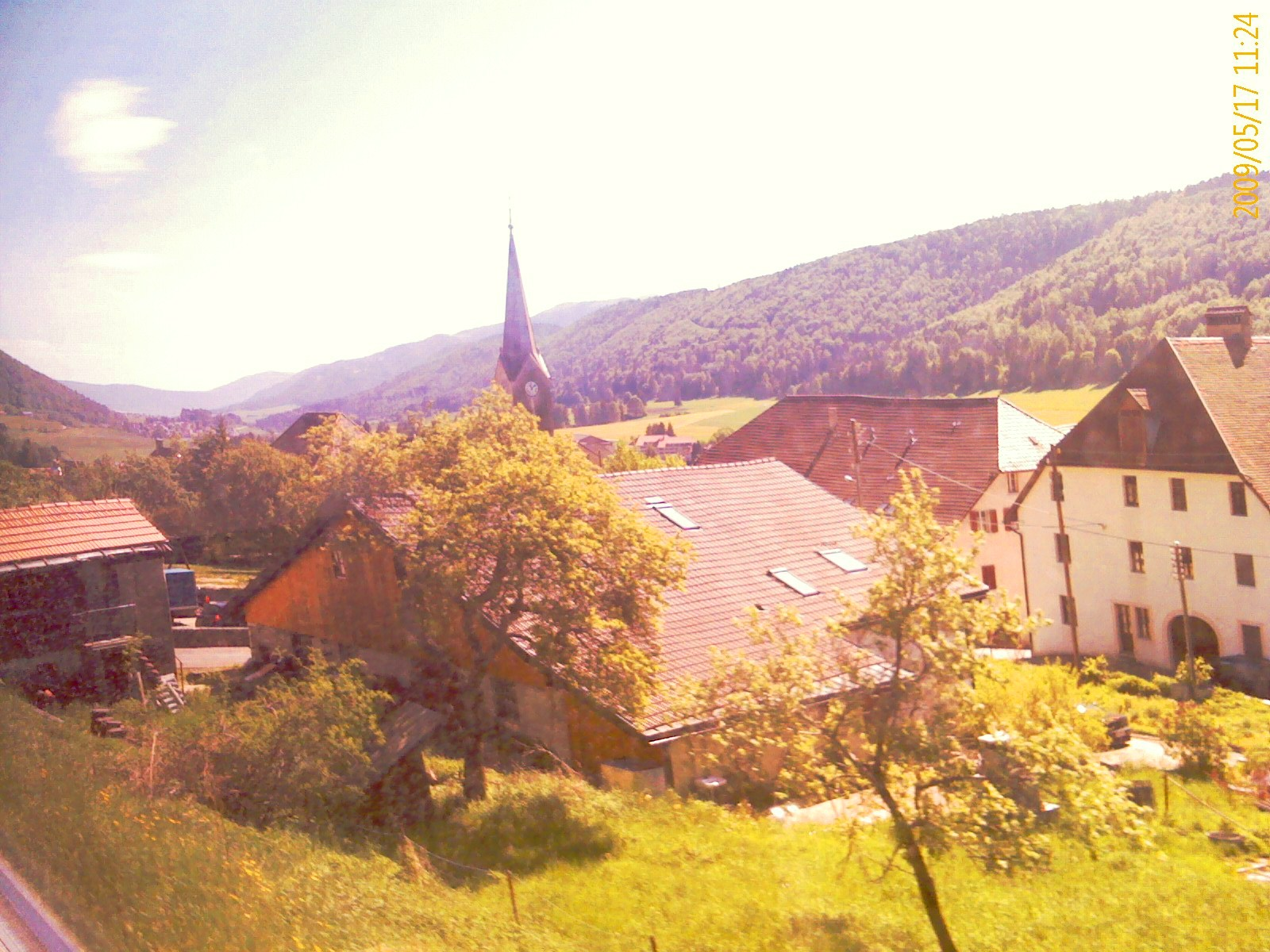

雷南是瑞士的城鎮，位於該國中西部，由伯恩州負責管轄，面積12.64平方公里，海拔高度907米，2011年人口839，一半人口信奉基督教，人口密度每平方公里66人。

## 外部連結
- Webpage of the municipality of Renan